# Navaconcejo (kommunhuvudort)
Navaconcejo är en kommunhuvudort i Spanien.   Den ligger i provinsen Provincia de Cáceres och regionen Extremadura, i den centrala delen av landet, 180 km väster om huvudstaden Madrid. Navaconcejo ligger 462 meter över havet och antalet invånare är 2 121.
Terrängen runt Navaconcejo är bergig åt nordost, men åt sydväst är den kuperad. Navaconcejo ligger nere i en dal. Runt Navaconcejo är det ganska tätbefolkat, med 60 invånare per kvadratkilometer. Närmaste större samhälle är Jaraíz de la Vera, 14,5 km sydost om Navaconcejo. 